# Стрийська синагога
Стрийська синагога або Стрийська велика синагога — напівзруйнована синагога, що розташовується в місті Стрий на вулиці Миколи Міхновського, 5.

## Історія
Євреї почали селитися у Стрию на початку XVI століття, у зв’язку з розвитком торгівлі між східними частинами Польщі та Угорщини. У 1576 році король Стефан Баторій офіційно надав євреям право проживання в Стрию і гарантував їм рівні права з християнами. Не пізніше кінця XVI століття у Стрию виникла організована єврейська спільнота, яка увійшла в округ Перемишля.
1629 роком датується суперечка містян з юдеями, щодо будівництва синагоги на Ринку під виглядом бурси для школярів. Щоб вирішити цю проблему Владислав IV Ваза 27 жовтня 1634 року надав євреям привілей на купівлю ділянок у місті і за містом під школу, божницю і кладовище. Переміщення божниці на нове місце зафіксовано за дозволом старости Христофора Конєцпольського 20 квітня 1638 року. 20 грудня 1689 року перемишльський єпископ Ян Дубський надав дозвіл на будівництво нової синагоги з дерева на місці старої, що обвалилася; проте дозвіл накладав обмеження на висоту нової синагоги — вона не повинна була бути перешкодою для християнських домів, не бути надто високою.
У 1827 році у Стрию було дві синагоги відповідно 1817 і 1821 років побудови, плани цих божниць збереглися. Збереглись відомості про проект датований 1938 роком інженерів Марка Дорфлера і Отто Шеєра (стрийські будівничі мали контору за адресою Голувки 9) щодо перебудови кутового будинку на перетині сучасних вулиць Бандери і 1-го Листопада під синагогу.
Руїни Великої синагоги, збудованої у 1817 році стоять на вулиці Міхновського, 5. Ґратки воріт виконані у формі менори, а знизу прикрашені Маген Давидами. Первісна споруда у стилі класицизму змінювалась у ході ремонтів і реконструкцій. Східчасті трикутні щипці, великі півкруглі вікна і двосхилий бляшаний дах вирізняли будівлю. У радянський час у приміщенні синагоги містився склад, тоді ще були помітні розписи. У 1980-х роках склепіння синагоги розібрали, плануючи переробити будівлю під басейн.
Зараз будівля синагоги перебуває у напівзруйнованому вигляді. У травні 2016 року Культурна ініціатива «Коло» ініціювала збір ідей щодо  відновлення синагоги. У червні 2017 року волонтери Lviv Volunteer Center – при ВЄБФ «Хесед-Ар’є» прибирали територію, зокрема, зрізали зарослі чагарники в середині та поруч синагоги. Зокрема волонтери розробити поетапний план порятунку споруди.

## У літературі
Ось як описав синагогу уродженець Стрия Песах Старк (Юліан Стрийковський):
|  | На північному боці стояла висока синагога, схожа на стодолу. То була найбільша й найпоказніша божниця в місті. Вона могла вмістити до тисячі віруючих. Внизу молилися чоловіки, на другому поверсі, на галереях із віконцями – жінки. Зі стелі звисали, яскраво освітлюючи інтер’єр, багатораменні латунні жирандолі. Вдень світло потрапляло всередину крізь великі венеціанські вікна, увінчані вгорі барвистим вітражем. Лавки мали пульпіти для молитовників. Стелю підтримували високі прямокутні колони. У центрі містився белемер – високе підвищення, оточене майстерною огорожею із металевого мережива. На продовгастому столі в суботу читали відповідні уривки з Тори. На східній стіні, привілейованій, яка вказувала напрямок на Єрусалим, оксамитова, розшита золотом завіса заслоняла Ковчег Завіту, в якому зберігалися сувої Завіту. На помальованих у голубий колір стінах тяглися довкола розписи, ілюстрації до Старого Завіту. Найбільше запав мені в пам’ять образ Ноєвого ковчега, до якого парами входять леви й ведмеді, а ще жертвопринесення Ісака, Мойсей із кам’яними скрижалями в руках... Плафон Мікеланджело в Сікстинській капелі не зродив у мені такого захопливого захвату, як побачені дитячими очима тварини, котрі входили до Ноєвого ковчега парами, не примітивні, а просто недолугі богомази єврейських кустарів. У 1956 році я заїхав до Стрия на зворотному шляху з Києва. Красиву, історичну синагогу совєтська влада перетворила на склад... |

## Галерея

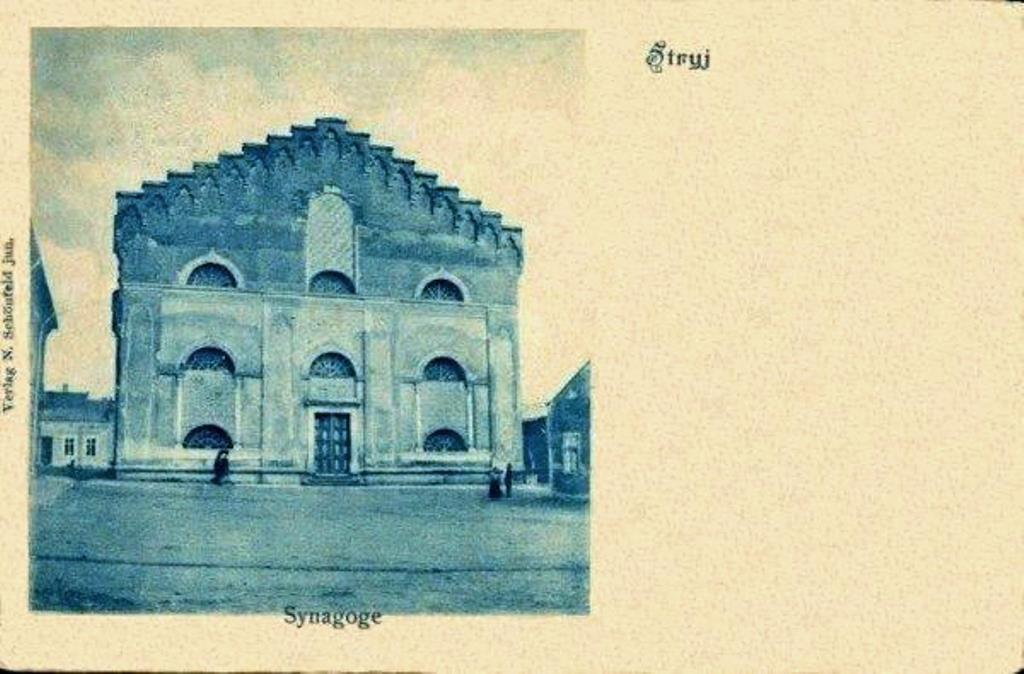
Велика синагога в Стрию.
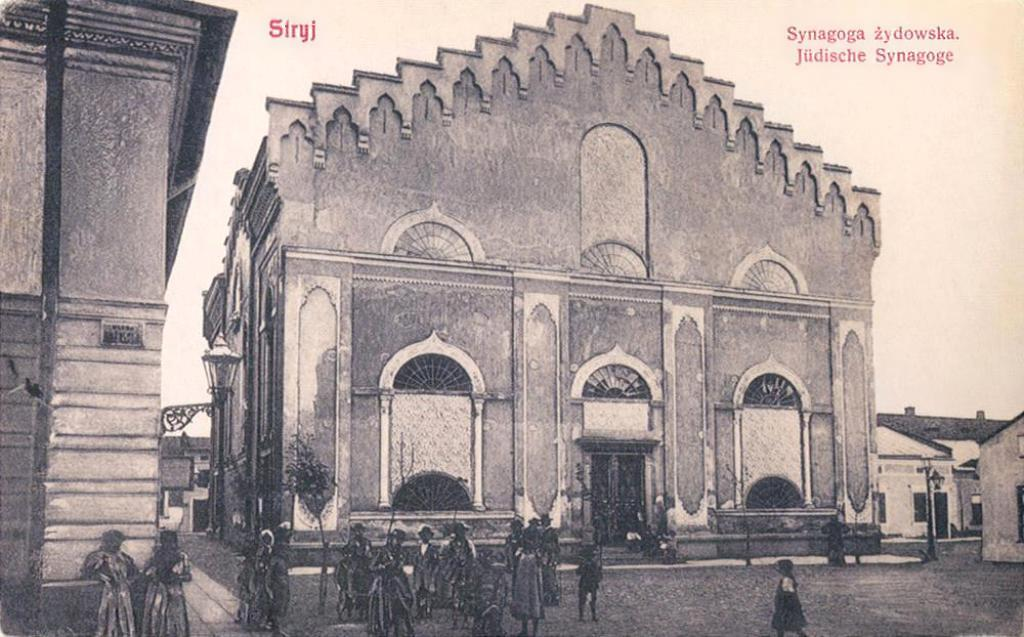
Велика синагога в Стрию, побудована в 1817 році, відновлена після пожежі в 1886 році. Зліва - фрагмент синагоги Маера Шулима.
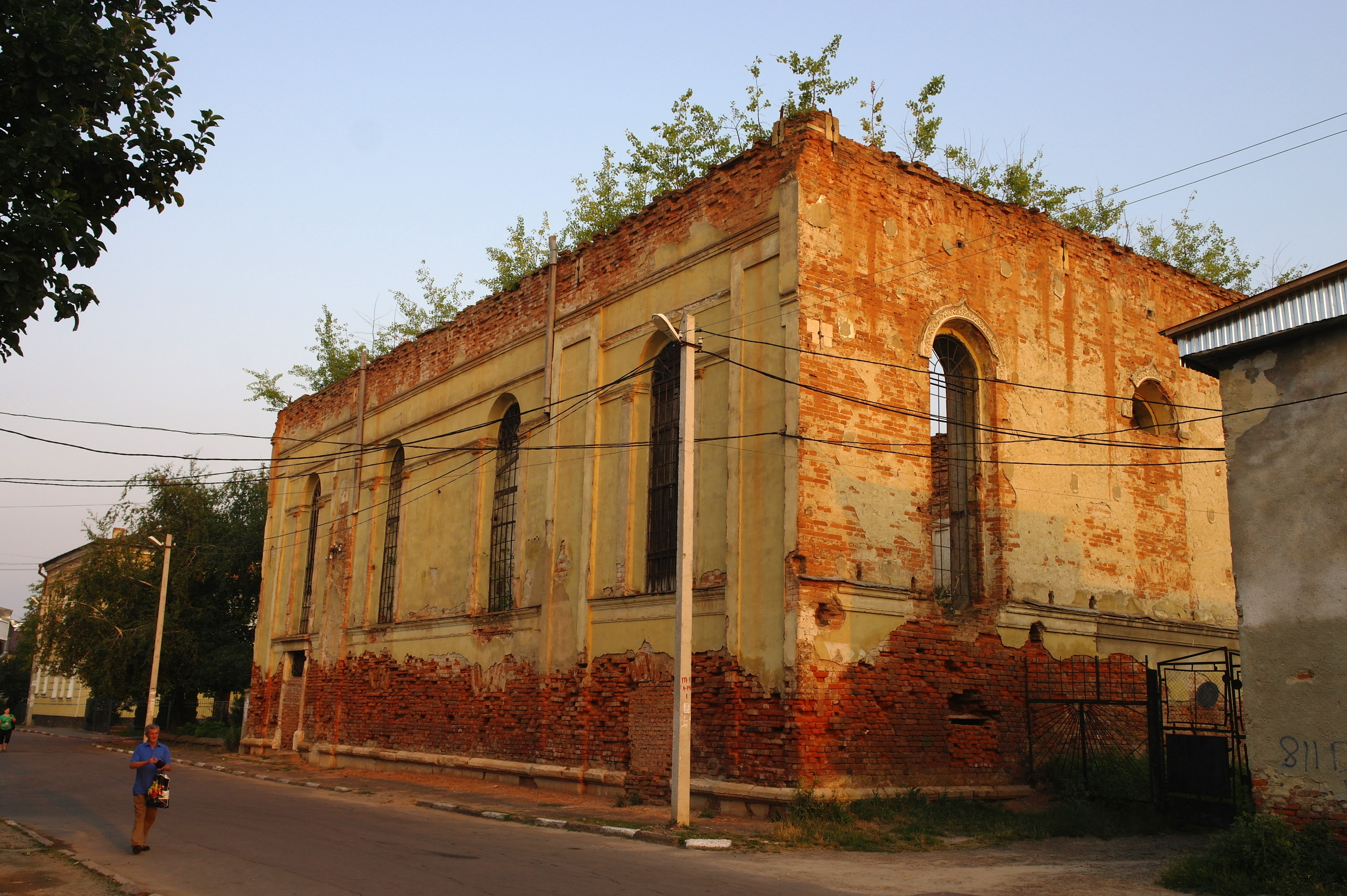
Сучасний стан синагоги
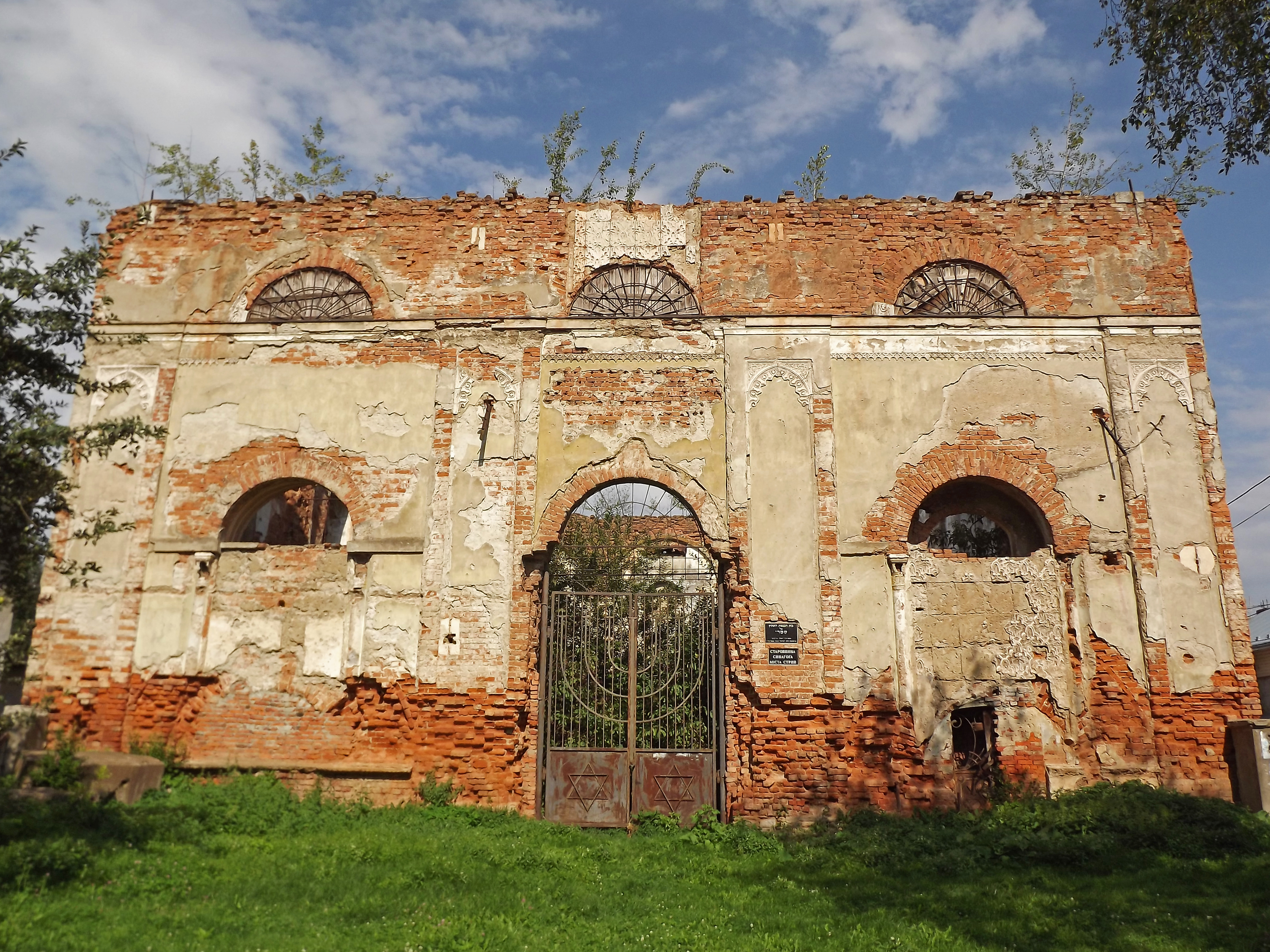
Сучасний стан синагоги